# Meyers Konversations-Lexikon

Logo della riedizione digitale

Il Meyers Konversations-Lexikon è un'importante enciclopedia universale in tedesco pubblicata in diverse edizioni e con vari titoli dalla casa editrice Bibliographisches Institut fra il 1839 ed il 1984.
Il nome deriva da quello dal fondatore della casa editrice, Joseph Meyer. Dal 1986 l'opera viene pubblicata dall'editore Brockhaus.

## Caratteristiche
Una particolarità di questa enciclopedia era che i lettori potevano entrare in contatto con i redattori del Bibliographisches Institut. Ciascun volume contiene un'appendice relativa a tale corrispondenza, chiamata Korrespondenzblatt.
Il Meyers era inoltre celebre per le sue illustrazioni e schemi:
« Questa enciclopedia della conoscenza umana comprende anche: i ritratti dei personaggi più importanti di tutti i tempi, le immagini dei luoghi più significativi, le mappe delle più importanti città, cento cartine antiche e moderne per la rappresentazione della terra, per le statistiche, la storia e la religione ecc., così come varie migliaia di illustrazioni riguardanti la storia naturale e gli oggetti fabbricati.“ (dal frontespizio della prima edizione).

## Storia

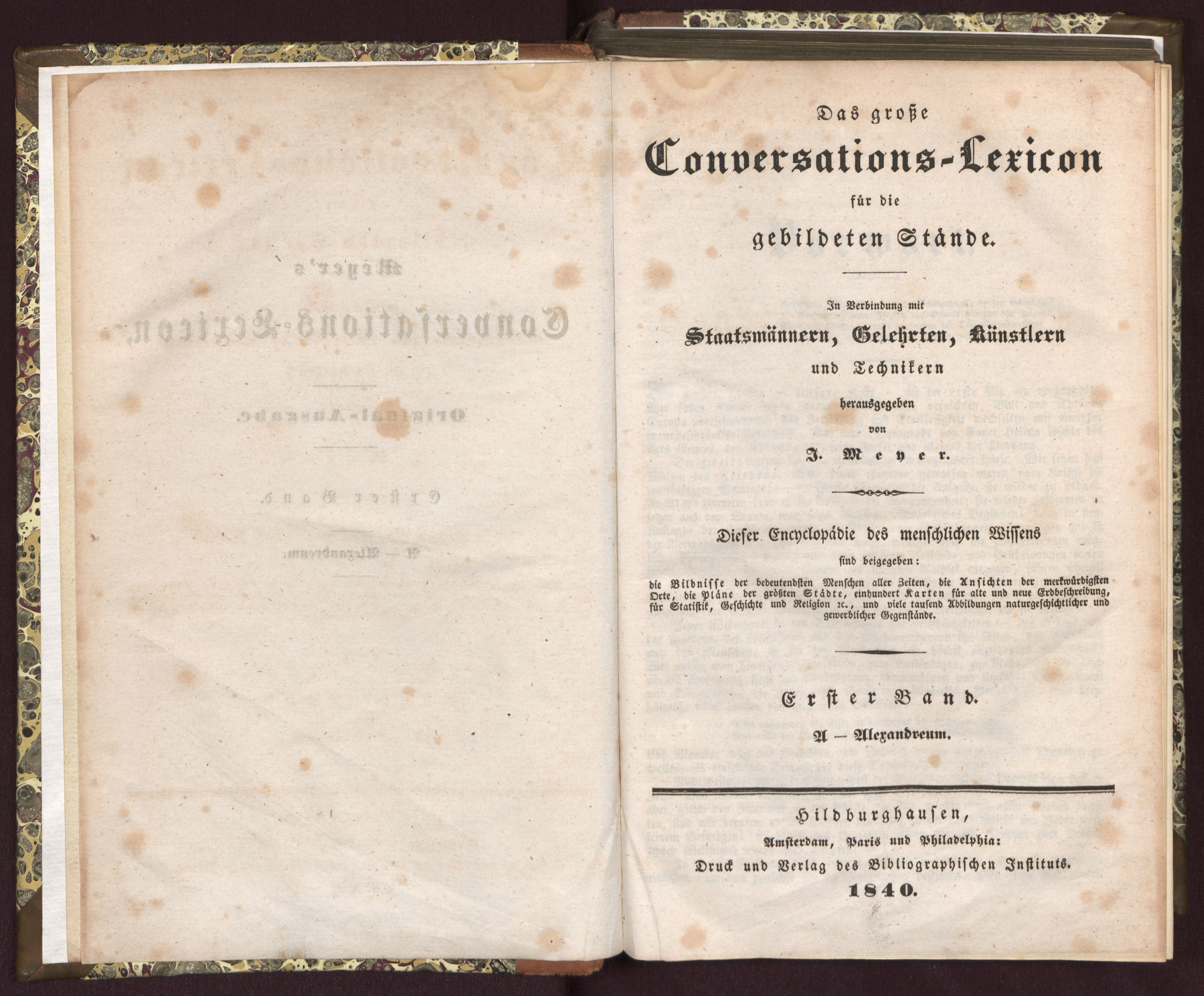
Frontespizio del Großes Conversations-Lexicon del 1840

Joseph Meyer aveva fondato il Bibliographisches Institut nel 1826 per pubblicare un'enciclopedia universale indirizzata alle persone colte, in particolare (come appare dal frontespizio della prima edizione) agli statisti, agli studiosi, agli artisti ed ai tecnici, in quanto riteneva che le enciclopedie esistenti, come il Brockhaus ed il Pierer, fossero troppo poco approfondite. Fra il 1839 ed il 1855 vide perciò la luce Das große Conversations-Lexicon für die gebildeten Stände (il Grande Dizionario di Conversazione per le classi colte) in 52 volumi: era la più grande opera enciclopedica tedesca del XIX secolo.
Dopo la morte di Meyer nel 1856, suo figlio Herrmann Julius assunse la direzione del dizionario enciclopedico. Egli, anziché ristampare il Großes Conversations-Lexicon, pubblicò il Neues Konversations-Lexikon für alle Stände (Nuovo Dizionario di conversazione per tutte le classi) (1857-1860) in soli quindici volumi e perciò decisamente meno dettagliato. E come versione ancora più a buon mercato apparve il Meyer's Hand-Lexicon des allgemeinen Wissens (Dizionario manuale di cultura generale), che venne ribattezzato il « Piccolo Meyer » in confronto al « Grande Meyer ».

### Elenco delle edizioni
- Das große Conversations-Lexicon für die gebildeten Stände. In 46 volumi (viene considerata l'"edizione numero zero"), Bibliographisches Institut, Hildburghausen 1839–1852; 6 volumi di appendici, 1853–1855. Ristampa in 52 volumi, 1858–1859.
- Neues Conversations-Lexikon für alle Stände. 15 volumi. (questa è considerata la prima edizione). Bibliographisches Institut, Hildburghausen 1857–1860.
- Neues Konversations-Lexikon, ein Wörterbuch des allgemeinen Wissens. 2., gänzlich umgearbeitete Auflage ("Nuovo dizionario di conversazione, un dizionario di cultura generale. Seconda edizione, interamente rielaborata") in 15 volumi, Bibliographisches Institut, Hildburghausen 1861–1867; indici (e addenda): volume XVI, 1868.
- Meyers Konversations-Lexikon. Eine Encyklopädie des allgemeinen Wissens. 3., gänzlich umgearbeitete Auflage ("Dizionario di conversazione Meyer. Un'enciclopedia di cultura generale. Terza edizione, interamente rielaborata") in 15 volumi, Bibliographisches Institut, Lipsia 1874–1878; appendice e indice: volume XVI, 1878; 5 supplementi annuali: volumi XVII–XXI, 1880–1884; Schlüssel 1880.
- Meyers Konversations-Lexikon. Eine Encyklopädie des allgemeinen Wissens. 4., gänzlich umgearbeitete Auflage ("Dizionario di conversazione Meyer. Un'enciclopedia di cultura generale. Quarta edizione, interamente rielaborata") in 16 volumi, Bibliographisches Institut, Lipsia 1885–1890; indici, appendici e addenda: volume XVII, 1890; supplementi annuali: volumi XVIII e XIX, 1891, 1892.
- Meyers Konversations-Lexikon. Ein Nachschlagewerk des allgemeinen Wissens. 5., gänzlich neubearbeitete Auflage ("Dizionario di conversazione Meyer. Un prontuario di cultura generale. Quinta edizione, nuovamente elaborata") in 17 volumi, Bibliographisches Institut, Lipsia e Vienna 1893–1897; appendici, addenda e indice: volume XVIII, 1898; supplementi annuali: volumi XIX–XXI, 1899, 1900/01, 1901.
- Meyers Großes Konversations-Lexikon. Ein Nachschlagewerk des allgemeinen Wissens. 6., gänzlich neubearbeitete und vermehrte Auflage ("Grande dizionario di conversazione Meyer. Un prontuario di cultura generale. Sesta edizione nuovamente elaborata ed accresciuta") in 20 volumi, Bibliographisches Institut, Lipsia e Vienna 1902–1908; appendici e addenda: volume XXI, 1909; supplementi annuali: volumi XXII–XXIV, 1910, 1912, 1913; appendici di guerra: tre parti, 1916, 1917, 1920.
- Meyers Kleines Konversations-Lexikon. In 6 volumi, Bibliographisches Institut, Lipsia e Vienna 1906/1909. Si tratta di un'edizione in formato ridotto.
- Meyers Lexikon. 7. Auflage (settima edizione) in 12 volumi, Bibliographisches Institut, Lipsia 1924–1930; appendici: volumi XIII-XV, 1931, 1932, 1933; atlante, 1933; dizionario dei luoghi e dei trasporti del Reich tedesco, 1935.
- Meyers Lexikon. 8. Auflage (ottava edizione) in 12 volumi, Bibliographisches Institut AG., Lipsia 1936–1942. In effetti furono pubblicati i volumi I-IX e l'atlante (vol. XII): i volumi X e XI non sono mai stati pubblicati a causa dei problemi finanziari. Questa edizione è caratterizzata dall'ideologia nazista.

Dopo la fine della Seconda Guerra Mondiale il Meyer fu pubblicato separatamente nella Repubblica Federale Tedesca e nella DDR.
Le edizioni "occidentali" furono due:
- Meyers Enzyklopädisches Lexikon in 25 Bänden. 9., völlig neubearbeitete Auflage zum 150-jährigen Bestehen des Verlages ("Dizionario enciclopedico Meyer in 25 volumi. Nona edizione completamente rifatta per i 150 anni di esistenza della casa editrice"), Bibliographisches Institut, Mannheim-Vienna-Zurigo 1971–79; addenda A–Z: vol. XXVI, 1980; atlante mondiale: vol. XXVII, 1974; indice delle persone: vol.XXVIII, 1981; dizionario illustrato tedesco-inglese-francese: vol. XXIX, 1981; dizionario tedesco: vol. XXX-XXXII, 1979–81.
- Meyers Grosses Universallexikon in 15 Bänden. ("Grande dizionario universale Meyer in 15 volumi"), Bibliographisches Institut, Mannheim Vienna Zurigo 1981–86; vocabolario tedesco in tre volumi: XVI–XVIII, 1986. (Il progettato volume di appendice non fu mai pubblicato)

Le due edizioni del Meyer pubblicate "a Est" erano ideologicamente caratterizzate in senso comunista:
- Meyers Neues Lexikon. ("Nuovo dizionario Meyer" considerato prima edizione dell'Est) in 8 volumi, VEB Bibliographisches Institut, Leipzig 1961–64; appendici per argomenti e nomi di luogo: vol. IX, 1969.
- Meyers Neues Lexikon. 2. Auflage in 18 Bänden ("Nuovo dizionario Meyer. Seconda edizione in 18 volumi"), VEB Bibliographisches Institut, Leipzig; dizionario: vol. I-XV, 1971–77; indice: vol. XVI, 1978; atlante (cartine): vol. XVII, 1978; atlante (indice): vol. XVIII, 1978.

La versione successiva alla riunificazione tedesca fu la seguente:
- Meyers Großes Taschenlexikon in 24 Bänden plus DVD-ROM, (decima edizione rielaborata ed ampliata) ("Grande dizionario tascabile Meyer in 24 volumi più DVD-ROM"), Bibliographisches Institut, Mannheim, ISBN 978-3-411-10060-6

Nel 1991 la redazione dizionari della casa editrice ha pubblicato un'enciclopedia non ordinata alfabeticamente, bensì per materie:
- Meyers Memo – Das Wissen der Welt nach Sachgebieten ("Meyers Memo - La conoscenza del mondo per materie"), Meyers Lexikonverlag, Mannheim Vienna Zurigo 1991, ISBN 3-411-07311-X

### Fusione con Brockhaus
Nel 1984 il Bibliographisches Institut Mannheim è stato assorbito dal suo maggior concorrente, la R. Brockhaus Verlag di Wiesbaden. Dalla fusione è nata la Bibliographisches Institut & F. A. Brockhaus. Perciò dal 1986 la pubblicazione del Meyer continua sotto il marchio "Brockhaus".